# Murat Boz
Murat Boz (Karadeniz Ereğli, Turquia; 7 de Março de 1980) é um famoso cantor de pop da Turquia conhecido no ocidente por ter feito uma participação musical com Shakira. É também juiz do programa O Ses Türkiye (versão turca do programa The Voice).

## Biografia
Murat Boz concluiu os estudos primários e secundários em sua cidade natal Karadeniz Ereğli, logo depois em 1995 frequentou uma escola de arte em Istambul, conciliando com a sua carreira como cantor e backing vocal.
Em 1999 venceu um festival nacional feito para estudantes do ensino médio organizado pelo jornal Milliyet como melhor vocalista solo masculino. Em 1999 Murat ganhou uma bolsa de estudos para a "Istanbul Bilgi University" onde estudou jazz. Logo em 2003 continuou seus estudos pela "Istanbul Technical University".

### Carreira musical
Murat Boz só estreou na cena musical turca em 2004, quando participou de um clipe com a também artista pop turca Nil Karaibrahimgil "Bronzlaşmak" (Bronzear). Um ano mais tarde ele participou do single "Yalan" (Mentira), gravado pela girl band turca Hepsi.
Em meados de 2006, Murat Boz lança seu primeiro single "Aşkı Bulamam Ben" (Não consigo encontrar o amor) onde trabalhou novamente com Nil Karaibrahimgil, mas o single "Maximum" o levou ao primeiro lugar na parada Billboard Turca, seu álbum de estreia também intitulado "Maximum" foi lançado pouco tempo depois provou ser também de grande sucesso, abrindo as portas para Murat no cenário da música turca.
Em 2008, lança um novo single, "Uçurum" (Abismo), que atingiu a nona posição na Billboard Turca, e logo após veio o segundo álbum "Şans" (Sorte).
Murat já trabalhou com nomes famosos como Tarkan, Hande Yener, e ajudou a propulsionar a carreira de Murat Dalkliç.

## Discografia
Albums de Estúdio:
- Maximum - 2007
- Şans - 2009
- Aşklarım Büyük Benden - 2011

Compilações:
- Dance Mix - 2012

Maxi-Singles:
- Aşkı Bulamam Ben - 2006
- Uçurum - 2008
- Hayat Sana Güzel - 2010Referências

1. ↑  «Sabah - Kaderimi Tarkan değiştirdi». 7 de julho de 2010. Consultado em 29 de julho de 2016
2. ↑  «Gözümüz aydın! Aranan pop yıldızı bulundu». archive.is. Consultado em 29 de julho de 2016
3. ↑  «- Magazinci.com» (em turco). Consultado em 29 de julho de 2016. Arquivado do original em 24 de outubro de 2010
4. ↑  «Nielsen Music Control - www.nielsenmusiccontrol.com». 24 de março de 2007. Consultado em 29 de julho de 2016
5. ↑  «Esenshop | Murat Boz / Uçurum | MÜZİK». archive.is. Consultado em 29 de julho de 2016
6. ↑  «Esenshop | Murat Boz / Şans | MÜZİK». archive.is. Consultado em 29 de julho de 2016